# Steve-O
史蒂芬·格里斯特·格罗佛（英語：Stephen "Steve-O" Gilchrist Glover，1974年6月3日—），常称“Steve-O”。他是一位特技演员，由于出演MTV的Jackass节目而一举成名。

## 职业生涯
因为父亲在英国做生意，Steve-O出生在英国。但是他的父亲是美国人，母亲则是加拿大人。就读于伦敦美国人学校并且在毕业之前来到了美国。之后他在美国佛罗里达州科勒尔盖布尔斯的邁阿密大學学习了很短一段时间之后就辍学了。一年以后参加了瑞格林兄弟和巴纳姆及贝利小丑学院并且录制了自己的视频来展现技艺。毕业后他没有选择加入瑞格林兄弟和巴纳姆及贝利马戏团做小丑，但他却选择在Fort Lauderdale Swap Shop的马戏团做小丑。在马戏团表演的日子，Steve-O开始录制自己的视频并发给了Big Brother杂志的总编辑和现在众所周知的Jackass节目的导演杰夫特里梅。这也就成就了他最后出演Jackass以及续集Jackass Number Two和Jackass 2.5。
他也即将发行一张叫做《坚如磐石》（Hard as a Rock）的专辑，他曾经有发行过一张叫The Dumbest Asshole In Hip Hop。
和Jackass里的另一位艺术家巴姆一样 ，Steve-O也是一个狂热的重金屬迷。他左肩有一个耶稣倒像的纹身。